# Dicropleon periclimenis
Dicropleon periclimenis là một loài chân đều trong họ Bopyridae. Loài này được Markham miêu tả khoa học năm 1972.